# Portrait de James Tissot
Le Portrait de James Tissot est une peinture à l'huile sur toile du peintre français Edgar Degas, réalisée en 1866-68 et conservée au Metropolitan Museum of Art de New York.

## Description
Interprète très raffiné de l'élégance féminine à la Belle Époque, James Tissot avait tissé avec Degas une amitié fructueuse, cimentée par une grande estime et considération mutuelle. Degas vint même proposer à Tissot d'exposer avec lui à la première exposition des Impressionnistes, en 1874, le considérant comme proche de la sensibilité du groupe car lui aussi privilégiait les thèmes contemporains dans ses œuvres : « Allez, cher Tissot, ni hésitations ni fugues : il faut exposer sur le boulevard. Cela nous sera utile aussi bien qu'à vous ». James Tissot ne se serait pas impliqué dans l'épopée impressionniste. Degas, ignorant encore le refus manifeste de son ami, lui aurait dédié ce tableau en 1866-1868.
Degas parsème ce portrait de divers objets appréciés de lui et de son ami, qui font du tableau une déclaration d'intention, sinon un véritable manifeste. James Tissot joue le rôle du « dandy parisien » raffiné et est assis dans son atelier, un coude appuyé sur un meuble et sa canne pointée vers le sol. Le décor, reconstitué pour l'occasion, contient des éléments qui mettent en valeur la personnalité, les intérêts et le métier de Tissot : au mur, en effet, une toile bleue de Lucas Cranach et, au-dessus de cette dernière, une toile monumentale au goût oriental. L'Extrême-Orient, en effet[Comment ?], a révolutionné le concept de perspective et la perception de la couleur dans la peinture occidentale, et joue un rôle essentiel dans l'essor de la nouvelle peinture impressionniste. A droite on peut voir un chevalet supportant une toile encore incomplète et, derrière, deux autres peintures reposant au sol, dont l'une tournée vers le mur et l'autre portant un sujet vénitien du XVe ou XVIe siècle,.